# Sermoneta
Sermoneta település Olaszországban, Lazio régióban, Latina megyében. Lakosainak száma 10 037 fő (2023. január 1.). Sermoneta Bassiano, Cisterna di Latina, Latina, Norma és Sezze községekkel határos.

## Népesség
A település lakossága az elmúlt években az alábbi módon változott:
| Lakosok száma | 9884 | 10 077 | 10 037 |
|               | 2017 | 2018   | 2023   |

## Híres személyek
- itt született Ubaldo Righetti (1963–) válogatott olasz labdarúgó